# Breitenbach (Soleura)
Breitenbach (antiguamente en francés Bretonbac) es una comuna suiza del cantón de Soleura, localizada en el distrito de Thierstein. Limita al norte con la comuna de Brislach (BL), al este con Himmelried y Nunningen, al sureste con Zullwil y Fehren, al suroeste con Büsserach, y al oeste con Wahlen bei Laufen (BL).

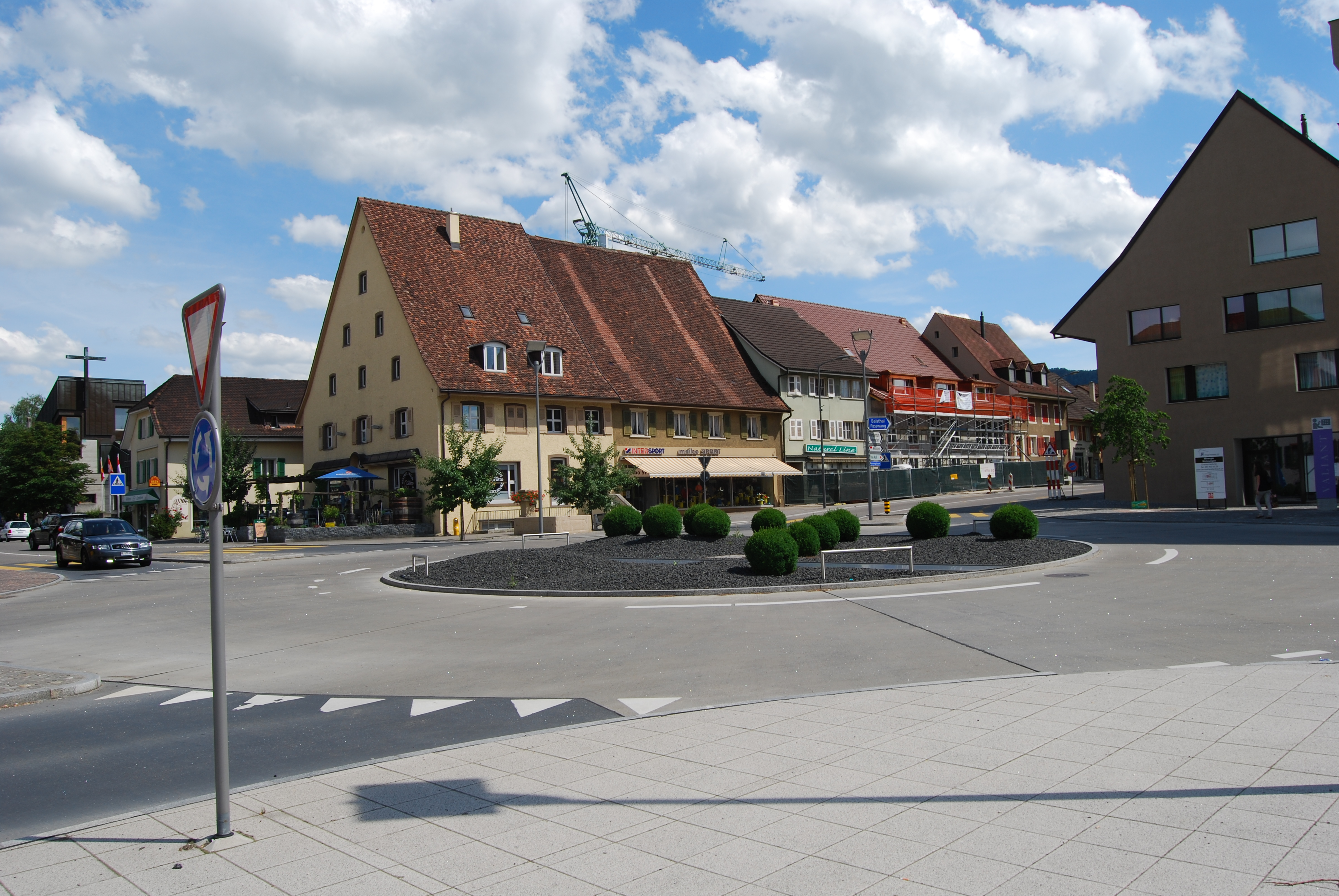
Breitenbach